# Scherenarbeitsbühne

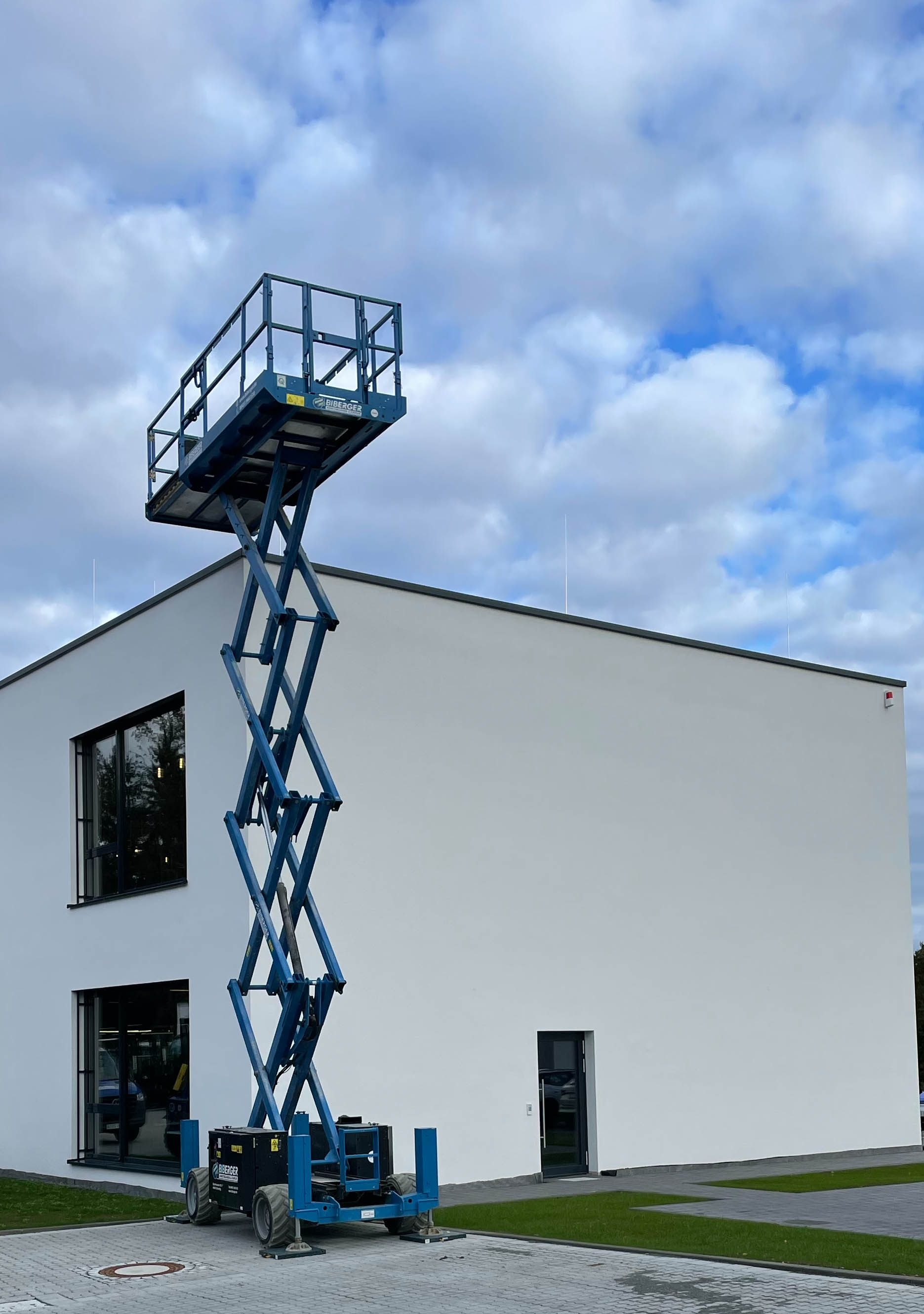
Ausgefahrene Scherenarbeitsbühne

Scherenarbeitsbühnen (Scherenbühnen) sind fahrbare Hubarbeitsbühnen, die häufig auf Baustellen und in der Gebäude- und Anlagenwartung eingesetzt werden, um Bediener und Werkzeuge auf Arbeitshöhen von etwa 6 bis 34 Metern zu befördern. Diese Maschinen werden aufgrund ihres Hubmechanismus so bezeichnet, da ein über Kreuz angeordnetes Gestänge beim Heben und Absenken der Plattform wie ein Scherenpaket arbeitet.

## Bauarten
Scherenarbeitsbühnen werden je nach Einsatzzweck und Untergrund, auf dem sie bewegt werden können, unterteilt. Es gibt kompakte Elektro-Scherenbühnen für feste, ebene Untergründe und geländegängige Varianten mit luft- oder schaumgefüllten, grobstolligen Reifen für raues oder unbefestigtes Gelände. Bei einigen Modellen kann die Arbeitsplattform vergrößert werden.

## Antriebsarten

### Elektroantrieb
Elektrisch betriebene Scherenarbeitsbühnen werden vorrangig in Innenbereichen oder Umweltzonen eingesetzt. Ihr Hauptvorteil liegt im leisen Betrieb und in der Vermeidung von Schadstoffemissionen.

### Dieselantrieb
Dieselbetriebene Scherenarbeitsbühnen eignen sich besonders für den Einsatz in unwegsamen Außenbereichen. Sie sind für ihre Robustheit und Geländegängigkeit bekannt, was sie für Arbeiten auf schwierigem Terrain prädestiniert.

### Hybridantrieb
Hybridantriebe bei Scherenarbeitsbühnen vereinen die Eigenschaften von Elektro- und Dieselantrieben und ermöglichen einen flexiblen Einsatz in verschiedenen Umgebungen, sowohl in Innen- als auch in Außenbereichen und auf unterschiedlichen Geländearten. Es existieren zwei Haupttypen von Hybridmodellen:
1. Modelle, bei denen die Hydraulikpumpe entweder vom Elektro- oder Dieselmotor direkt angetrieben wird.
2. Modelle, bei denen die Hydraulikpumpe ausschließlich elektrisch betrieben wird und der Dieselmotor lediglich als Hilfsmotor zur Batterieaufladung fungiert.
3. Modelle, die vom Dieselmotor betrieben werden und mit überschüssiger Energie den Akku laden.

## Technik

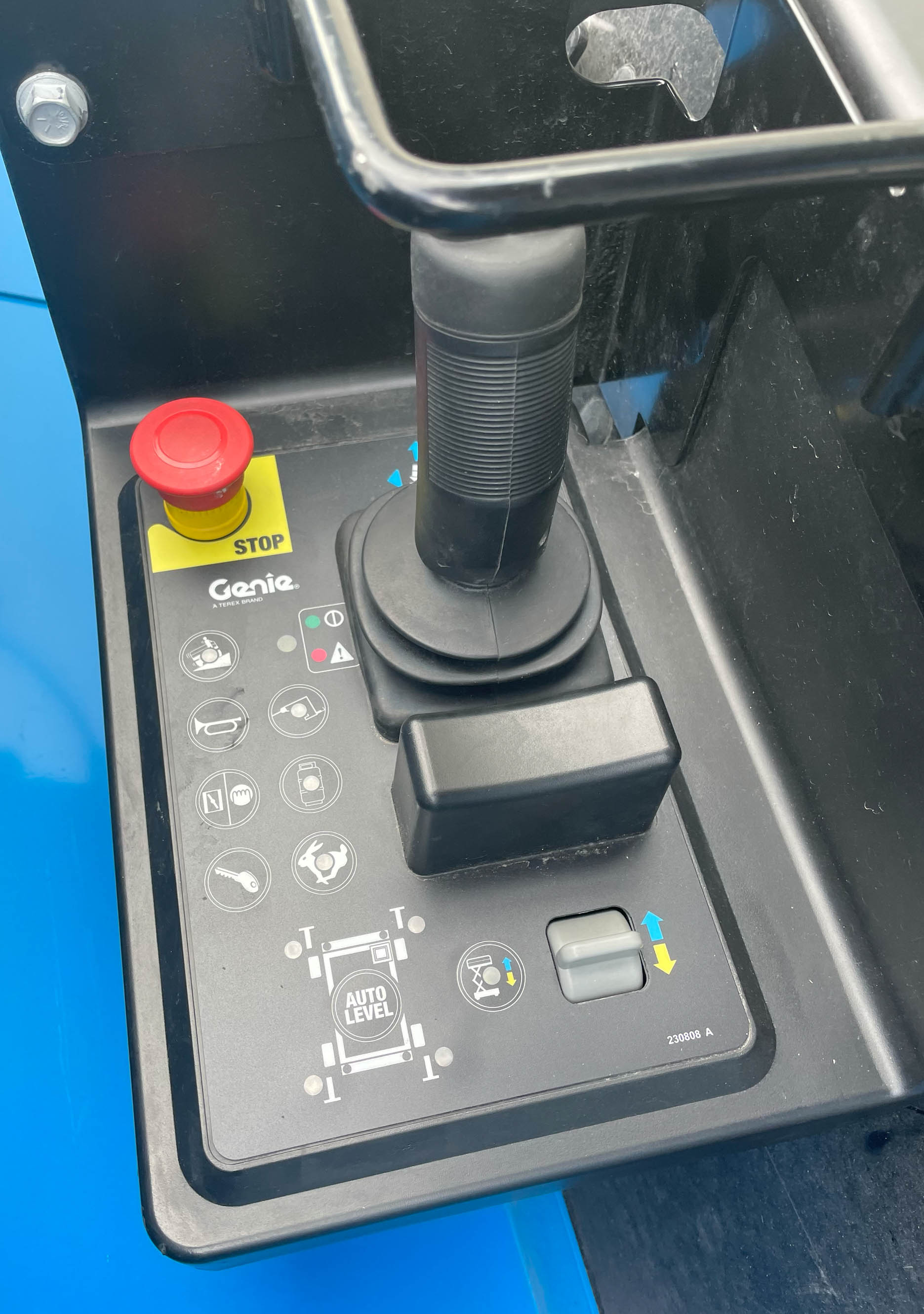
Bedienpult einer Scherenarbeitsbühne

Die Plattformen von Scherenarbeitsbühnen tragen Lasten zwischen 227 und 1134 kg, und die Plattformhöhen reichen bis zu etwa 34 Metern.

## Sicherheit und Vorschriften

### Sicherheitseinrichtungen
Verschiedene Sicherheitseinrichtungen verhindern das Umkippen der Bühnen, wie Schrägstandsüberwachung, Momentmess-, Lastmesseinrichtung und Stützdrucküberwachung, die gegen unbefugten Zugriff gesichert sind.

### Unfallschwerpunkte
Zu den häufigen Unfällen zählen der Verlust der Standsicherheit, Einquetschen von Personen, Herausschleudern durch den Peitscheneffekt und Abstürzen beim Ein- oder Aussteigen aus der angehobenen Bühne.

### Anforderungen an Bediener
In Deutschland müssen Bediener mindestens 18 Jahre alt sein, theoretisch und praktisch durch eine Unterweisung ausgebildet werden und ihre Qualifikation durch eine bestandene Prüfung nachweisen. Jugendliche unter 18 Jahren dürfen unter fachlicher Aufsicht arbeiten. Die Ausbildung sollte an einer der betrieblich genutzten Maschine entsprechenden Hubarbeitsbühne erfolgen.

### Verantwortlichkeiten
Aufgaben des Unternehmers: Dazu gehören die Auswahl geeigneter Bedienpersonen, Erstellung von Gefährdungsbeurteilungen und Betriebsanweisungen, Einweisung der Bedienperson, jährliche Unterweisungen zu besonderen Gefährdungen und die Bereitstellung persönlicher Schutzausrüstung.

## Betrieb und Wartung

### Vor dem Einsatz
Sicht- und Funktionsprüfungen durchführen, Abstützungen ausfahren, Fahrweg kontrollieren und gegenseitige Gefährdungen ausschließen.

### Während des Einsatzes
Einsatzbeschränkungen beachten, auf zulässige Personenzahl und Zuladung achten, keine Lasten anhängen und lose Teile gegen Herabfallen sichern.

### Jährliche Prüfung
In Deutschland müssen Scherenbühnen gemäß den Unfallverhütungsvorschriften (UVV) jährlich einer Prüfung unterzogen werden.